# Smilde

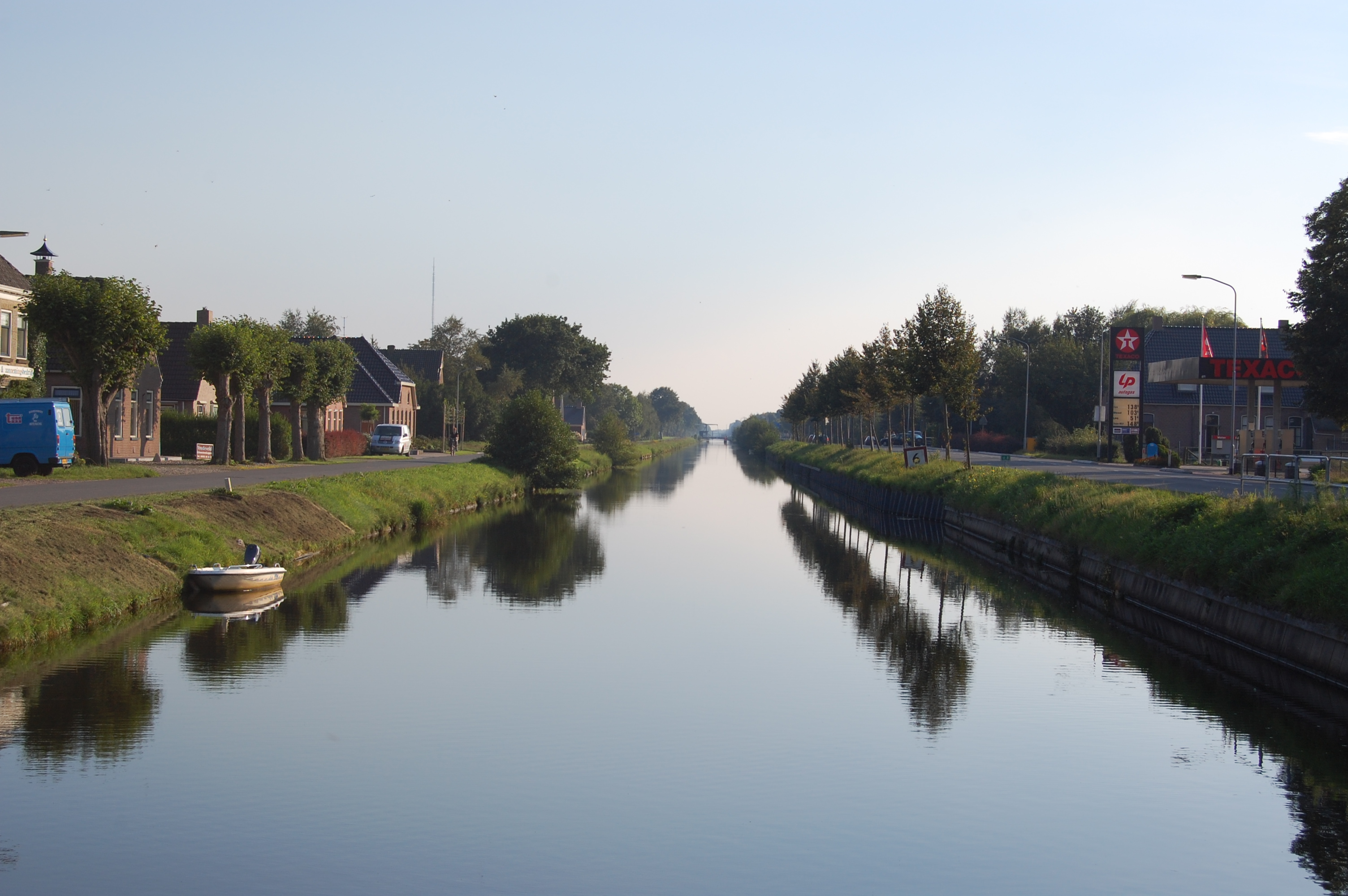
El canal Drentsche Hoofdvaart a Smilde

Smilde és un nucli de població del municipi de Midden-Drenthe a la província de Drenthe als Països Baixos.
Era un municipi independent fins a la reorganització administrativa del 1998 quan va integrar-se a Midden-Drenthe. Conté els nuclis de Smilde, Bovensmilde, Hijkersmilde i Hoogersmilde. Ocupa ambdós marges del canal Drentsche Hoofdvaart.

## Monuments
- Església de Smilde del 1788.

## Nascuts a Smilde
- Carry van Bruggen (1881 - 1932), escriptora, germana de Jacob Israël de Haan.
- Jacob Israël de Haan (1881 - 1924), escriptor, germà de Carry van Bruggen.